# دستگاه ماهیچه‌ای
دستگاه ماهیچه‌ای یا سیستم عضلانی یکی از دستگاه‌های اندامی بدن است که ماهیچه‌های اسکلتی، صاف، و قلبی را دربر می‌گیرد. وجود این دستگاه به بدن اجازه جنبش، نگهداری وضعیت، و گردش خون در سراسر بدن را می‌دهد. در بدن انسان حدود ۶۳۹ ماهیچه اسکلتی وجود دارد.
دستگاه ماهیچه‌ای در مهره‌داران توسط دستگاه عصبی کنترل می‌شود گرچه برخی ماهیچه‌های (مانند ماهیچه‌های قلبی) می‌توانند کاملاً مستقل باشند.

## ویژگی‌ها
ماهیچه‌ها از ترکیب تارهای تند و کند انقباض تشکیل شده‌اند. تارهای تند انقباض به سرعت منقبض شده، ولی زود دچار خستگی می‌شوند در صورتی که تارهای کند انقباض به آرامی منقبض، ولی دیرتر خسته می‌شوند.
تارهای عضلانی تند انقباض، بیش‌تر در حرکات بسیار سریع و پرتوان درگیرند. که در دوره‌های زمانی کوتاه اجرا می‌شوند. این فعالیت‌ها به‌طور عمده از کربوهیدرات برای سوخت استفاده و تولید اسید لاکتیک می‌کنند، این امر از انقباض عضلانی جلوگیری می‌کند.
انقباض تارهای عضلانی کند انقباض، نیروی کم‌تری تولید می‌کند. اما قادرند فعالیت خود را در دوره‌های زمانی طولانی‌تری ادامه دهند. در این تارها ترکیبی از کربوهیدرات و چربی با اکسیژن می‌سوزد و عمده محصول فرعی آن‌ها دی‌اکسیدکربن است که به راحتی از بدن خارج می‌شود.
از ماهیچه‌ها تشکیل می‌شود. ماهیچه‌ها برای حرکت بدن استفاده می‌شوند. ماهیچه‌ها انرژی شیمیایی مواد غذایی را به انرژی مکانیکی تبدیل می‌کنند، حرکت بدن از انقباض ماهیچه‌ها حاصل می‌شود. ماهیچه‌ها به نسبت شکل و اندازه‌ای که دارند تقسیم‌بندی می‌شوند.
انجام هرگونه فعالیت عضلانی نیازمند انرژی است. منبع تأمین فوری این انرژی، ترکیبی است که به آن آدنوزین تری فسفات (ATP) گفته می‌شود. با شکسته شدن (ATP) انرژی آزاد می‌شود. وقتی (ATP) شکسته شد باید دوباره سنتز شود تا این فرایند بتواند از نو آغاز شود. نیازهای انرژی با توجه به نوع فعالیت بدنی متفاوت است.
هر واحد حرکتی می‌تواند بزرگ، متوسط یا کوچک باشد که اندازه آن بر اساس تعداد فیبرهای عضلانی (فیبرهای خارج دوکی[۱])که از طریق نورون حرکتی آلفا عصب دهی می‌شوند، مشخص می‌گردد. عضلاتی که در حرکات ظریف و دقیق نقش دارند، دارای آلفا موتور نورون‌های بیشتری بوده که هر کدام تعداد کمی از فیبرهای عضلانی را عصب دهی می‌کنند. به عنوان مثال در عضلات حنجره، هر واحد حرکتی دارای ۲ الی ۳ فیبر عضلانی است. در عضلات کوچک دست (مثلا لومبریکال‌ها)، هر نورون حرکتی آلفا به ده فیبر عضلانی عصب رسانی می‌کند. هر واحد حرکتی در عضلات چشم دارای ۳ تا ۱۰ فیبر عضلانی است. واحدهای حرکتی عضلات قوی، هر یک به عنوان نمونه از ۵۰۰ الی ۲۰۰۰ فیبر عضلانی تشکیل می‌گردند[۲]. در عضله گاستروکنمیوس که در حرکات با دقت کم نقش دارد، هر واحد حرکتی ممکن است ۱۰۰۰ الی ۲۰۰۰ فیبر عضلانی داشته باشد.